# Isla Dixson
La isla Dixson es una isla en la Antártida (68°8′S 146°43′E / -68.133, 146.717) que se encuentra cubierta por un manto de hielo, la isla mide 16 km de largo por 8 km de ancho, y se encuentra ubicada en la boca occidental del glaciar Ninnis. 
Fue descubierta por la Expedición Antártica Australiana (1911-1914) al mando de Douglas Mawson, quien la denominó en honor a sir Hugh Dixson de Sídney, uno de los financistas de la expedición.

## Reclamación territorial
La isla es reclamada por Australia como parte del Territorio Antártico Australiano, pero esta reclamación está sujeta a las disposiciones del Tratado Antártico.